# Sídliště Na Sadech (Prachatice)

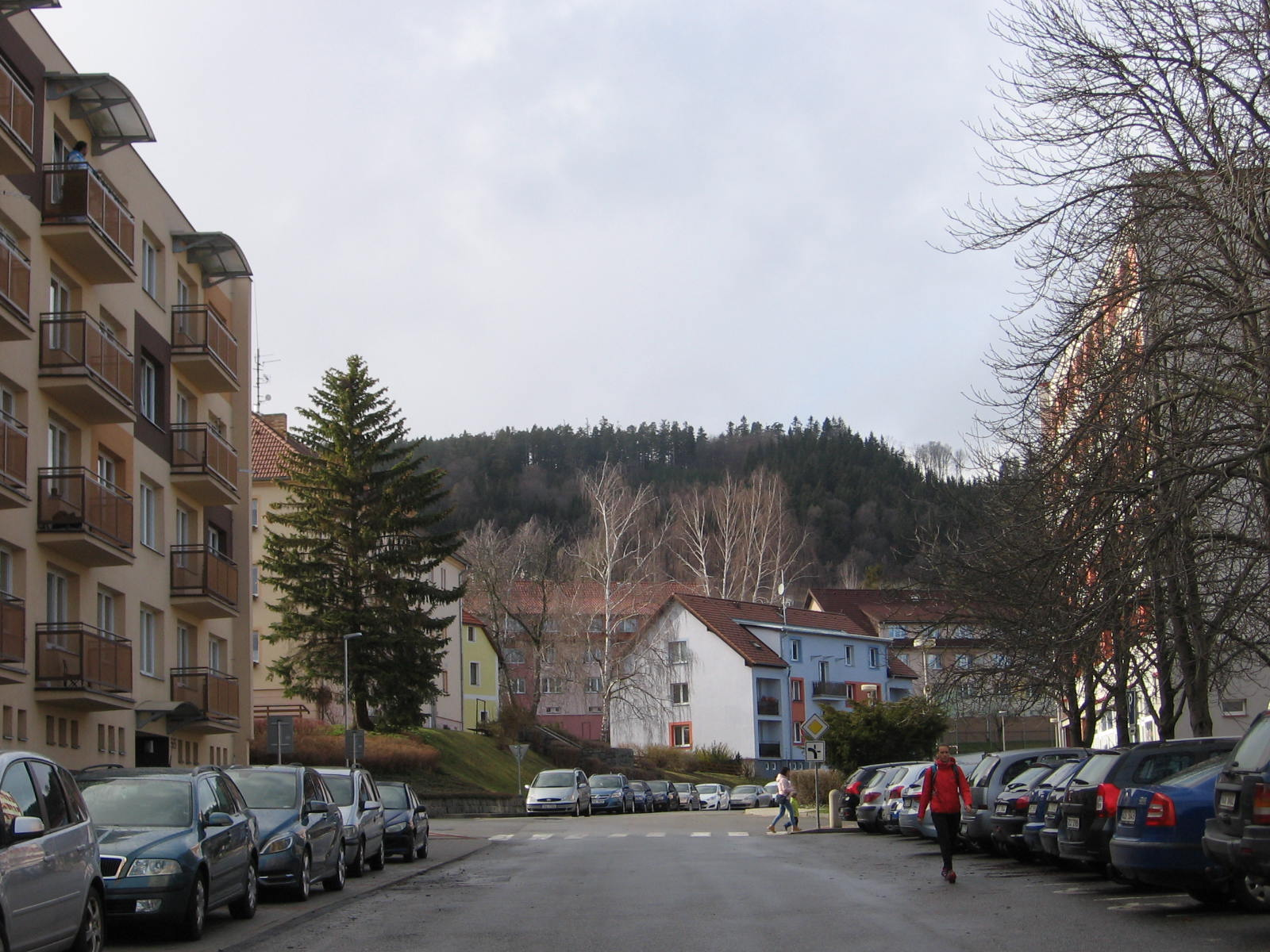
Ulice SNP, jedna z hlavních v sídlišti Na Sadech.

Sídliště Na Sadech se nachází v jihovýchodní části jihočeského města Prachatice. Svůj název má podle stejnojmenné ulice

## Historie
Stejně jako v případě Sídliště Pod Hradbami se i na projektu sídliště Na Sadech podílel Jaroslav Voldřich. I s jeho vznikem počítal prachatický územní plán z roku 1958. Stavební práce byly zahájeny v roce 1967. Sídliště svojí uliční sítí navazovalo na dřívější zástavbu bytových domů z 50. let 20. století, které obklopovaly historické jádro města. Většina domů, které zde vznikly, však nebyla panelových (s výjimkou dvou klasických bloků a jednoho věžového domu v ulici SNP). Práce postupovaly pomalu, především k faktu, že sídliště bylo realizováno ve svahu. Musely být rovněž strženy staré stodoly, které sloužily do té doby jako Strojní traktorové stanice. V roce 1970 probíhaly práce na přívodech k jednotlivým domům.
V souvislosti s novou bytovou výstavbou byla rozšířena také základní škola Zlatá stezka, která se nachází jižně od sídliště. K té byly dostavěny nové pavilony. Samo sídliště "Na Sadech" bylo dokončeno v první polovině 70. let. 
V roce 1975 byl na rohu ulic Sokolovská a SNP odhalen památník osvobození. Jen o rok dříve bylo sídliště (evidováno tehdy jako tzv. III. bytový okrsek) pojmenováno na 30. výročí osvobození. Tento název se nicméně mezi místním obyvatelstvem příliš neujal, po roce 1989 byl změněn na současný. 